# Kaple svatého Jana Nepomuckého (Dobrná)
Obecní kaple svatého Jana Nepomuckého v Dobrné, okres Děčín je sakrální stavba. Od roku 1966 je kaple chráněna jako kulturní památka.

## Architektura
Kaple je obdélná, postavená z hrázděného zdiva. Má trojúhelníkový dřevěný štít a polokruhově zakončený vchod v průčelí. V bočních stěnách stavby se nacházejí obdélná okénka. Za lodí se nachází hranolová věž se zděným přízemím. Věž má dřevěné patro a šestibokou zvoničku s bání.
Uvnitř má kaple plochý dřevěný strop. Nachází se zde barokní socha sv. Jana Nepomuckého a dva barokní andílci.